# عضلة خياطية
العضلة الخياطية (بالإنجليزية: Sartorius muscle)‏ هي أَطول عَضلة في جِسم الإِنسان، وهي رقيقة تعمل باستمرار، تمتد من الحوض وحتى الركبة، وتساعد على جلوس القرفصاء، وتستمد اسمها من الكلمة اليونانية (سارتور) التي تعني الخياط، فمنذ العصور القديمة كان يجلس الخياط القرفصاء ليخيط الثياب ووظيفة هذه العضلة ثني الورك. الجزء العلوي منها يشكل الحدود الجانبية لمثلث الفخذ.

## المنشأ
من الشوكة الحرقفية الأمامية العلوية، وتنشأ أيضاً من السطح العظمي الواقع تحتها.

## المرتكز
على القسم العلوي من الوجه الإنسي للظنبوب.

## التعصيب
العصب الفخذي الجزء السطحي منه.

## العمل
قابضة للفخذ وأيضاً قابضة للساق.

## سبب التسمية
تم اختيار هذا الاسم في إشارة إلى جلسة القرفصاء عند الخياطين حيث تكون عضلتهم الخياطية كبيرة.أو لأن العضلات تشبه شريط الحياكة.